# Völs (Tyrol)
Völs – gmina targowa w Austrii, w kraju związkowym Tyrol, w powiecie Innsbruck-Land. Liczy 6631 mieszkańców (1 stycznia 2015).